# Fairuza Balk
Fairuza Balk (n. 21 mai 1974, Point Reyes Station⁠(d), Marin County⁠(d), California, SUA) este o actriță de film americană. 

## Viața
Numele său real este Fairuza Alejandra Feldthouse, născută în Point Reyes, California. Până la vârsta de doi ani, Balk a trăit în Cloverdale, California cu mama sa. Apoi s-au mutat în Vancouver, British Columbia. Mai târziu s-a mutat în Londra, iar apoi în Paris pentru a interpreta alte roluri artistice. Ei au rămas acolo timp de șase luni înainte de a reveni în Vancouver. 

## Filmografie
| An   | Titlu                                    | Personaj                                   | Note |
| ---- | ---------------------------------------- | ------------------------------------------ | --- |
| 1985 | Return to Oz                             | Dorothy Gale                               | |
| 1986 | The Worst Witch                          | Mildred Hubble                             | |
| 1986 | Discovery                                | Molly                                      | |
| 1988 | The Outside Chance of Maximilian Glick   | Celia Brzjinski                            | |
| 1989 | Valmont                                  | Cecile                                     | |
| 1992 | Gas Food Lodging                         | Shade                                      | Independent Spirit Award for Best Female Lead                                                                  |
| 1994 | Imaginary Crimes                         | Sonya Weiler                               | |
| 1994 | Tollbooth                                | Doris                                      | |
| 1995 | Things to Do in Denver When You're Dead  | Lucinda                                    | |
| 1996 | The Craft                                | Nancy Downs                                | MTV Movie Award for Best Fight (shared with Robin Tunney) Nominated – Saturn Award for Best Supporting Actress |
| 1996 | The Island of Dr. Moreau                 | Aissa                                      | |
| 1997 | American Perfekt                         | Alice Thomas                               | |
| 1997 | The Maker                                | Bella Sotto                                | |
| 1998 | Life in the Fast Lane                    | Mona                                       | |
| 1998 | American History X                       | Stacey                                     | |
| 1998 | The Waterboy                             | Vicki Vallencourt                          | |
| 2000 | Red Letters                              | Gretchen Van Buren                         | |
| 2000 | Almost Famous                            | Sapphire                                   | |
| 2002 | Personal Velocity: Three Portraits       | Paula                                      | |
| 2002 | Deuces Wild                              | Annie                                      | |
| 2005 | What is it?                              | Screaming Snail/Insect/Monkey Girl (voice) | |
| 2005 | Don't Come Knocking                      | Amber                                      | |
| 2005 | A Year and a Day                         | Lola                                       | |
| 2006 | Wild Tigers I Have Known                 | Logan's Mom                                | |
| 2008 | Humboldt County                          | Bogart                                     | |
| 2008 | Grindstone Road                          | Hannah                                     | |
| 2009 | Bad Lieutenant: Port of Call New Orleans | Heidi                                      | |
| 2010 | Shit Year                                | Message Voice                              | |
| 2013 | Dose of Reality                          | Rose                                       | |
| 2013 | Another Stateside                        | Rifka                                      | |
| 2014 | Beyond Clueless                          | Narrator                                   | |
| 2017 | Battle Scars                             | Rifka                                      | |
| 2015 | August Falls                             | Anna Ellison                               | Post-production                                                                                                |
| 2018 | Hell Is Where the Home Is                |                                            | |

### Televiziune
| An        | Titlu                                           | Personaj                | Note                                         |
| --------- | ----------------------------------------------- | ----------------------- | -------------------------------------------- |
| 1983      | The Best Christmas Pageant Ever                 | Beth Bradley            | Television film                              |
| 1985      | Deceptions                                      | Penny Roberts           | Television film                              |
| 1986      | The Worst Witch                                 | Mildred Hubble          | Television film                              |
| 1987      | Poor Little Rich Girl: The Barbara Hutton Story | Barbara—Age 12          | Television film                              |
| 1991      | Deadly Intentions... Again?                     | Stacey                  | Television film                              |
| 1992      | Shame                                           | Lizzie Curtis           | Television film                              |
| 1992      | The Danger of Love: The Carolyn Warmus Story    | Lisa                    | Television film                              |
| 1993      | Murder in the Heartland                         | Caril Ann Fugate        | Television film                              |
| 1994      | ZZ Top: Breakaway                               | Vampire Girl            | Television film                              |
| 1995      | Shadow of a Doubt                               | Angel Harwell           | Television film                              |
| 1999      | Family Guy                                      | Coco (voice)            | Episod: "Peter, Peter, Caviar Eater"         |
| 2000      | Family Guy                                      | Connie D'Amico (voce)   | Episod: "Let's Go to the Hop"                |
| 2001      | The Sopranos                                    | Agent Deborah Ciccerone | Episod: "Army of One" (original airing only) |
| 2003      | Justice League                                  | Penny Dee (voice)       | Episod: "Only a Dream"                       |
| 2006      | Orpheus                                         | Karen                   | Television film                              |
| 2006      | Masters of Horror                               | Stacia                  | Episod: "Pick Me Up"                         |
| 2011–2012 | Celebrity Ghost Stories                         | Herself                 | 3 episoade                                   |
| 2015      | Ray Donovan                                     | Ginger                  | 7 episoade                                   |

## Legături  externe
- Site web oficial
- Fairuza Balk la Internet Movie Database
- Fairuza Balk la Allmovie